# Mario Simunovic
Mario Simunovic, född 20 oktober 1989 i Degerfors, är en svensk fotbollsspelare som spelar för Villastadens IF.